# هرسين
هرسين (بالکردیة: هەرسین، Hersin) هي مدينة إيرانية تقع في محافظة كرمانشاه.
يبلغ عدد سكانها 51,562 حسب احصاء عام 2006 م.